# Aphytis acalcaratus
Aphytis acalcaratus is een vliesvleugelig insect uit de familie Aphelinidae. De wetenschappelijke naam is voor het eerst geldig gepubliceerd in 1988 door Ren Hui.